# Бердников, Евгений Александрович
Бердников Евгений Александрович (21 октября 1936 — 11 января 2015) — российский и советский химик, учёный, ведущий научный сотрудник научно-исследовательской лаборатории изучения структуры органических соединений (ИСОС), профессор кафедры органической химии Химического института им. А. М. Бутлерова Казанского (Приволжского) федерального университета.

## Биография
Родился 21 октября 1936 года в г. Баку, Азербайджанской ССР. В 1954 году после окончания школы поступил на химический факультет Казанского государственного университета. После окончания университета в 1959—1960 году Евгений Александрович работал лаборантом кафедры органической химии и вся его дальнейшая трудовая деятельность была неразрывно связана с Казанским государственным университетом: 1960—1968 гг. — младший научный сотрудник, 1968—1991 гг. — старший научный сотрудник, с 1991 г. — ведущий научный сотрудник научно-исследовательской лаборатории ИСОС КГУ.
В 1968 г. защитил кандидатскую диссертацию «Полярографическое изучение некоторых α,β-ненасыщенных сульфонов и сульфоксидов» под руководством академика Б. А. Арбузова (Казань, КГУ).
В 1989 г. защитил докторскую диссертацию «Органилсульфонильная группа как уходящая в реакциях нуклеофильного винильного замещения и электрохимического восстановления α,β-ненасыщенных сульфонов» при научном консультировании академика Б. А. Арбузова (Казань, КГУ).
В 1975 году получил звание старшего научного сотрудника, в 2002 году — звание профессора по специальности органическая химия.

## Научная деятельность
Е. А. Бердников является одним из ведущих специалистов в стране в области электрохимии органических соединений, синтеза и изучения структуры непредельных соединений серы и фосфора. Его труды известны в стране и за рубежом, имеет научные публикации в отечественных и зарубежных журналах, выступает с лекциями и докладами на Всероссийских, региональных и международных конференциях.
Евгений Александрович является автором более 190 научных работ, из которых 9 авторских свидетельства.
В 1968 году получил диплом Всесоюзной химической олимпиады им. Д. И. Менделеева (в соавторстве с Катаевым Е. Г. и Танташевой Ф. Р.). В 1990 году стал обладателем первой премия университетского (КГУ) конкурса научных работ (в соавторстве с Пудовиком А. Н. и Хусаиновой Н. Г.).
В последние годы Е. А. Бердников занимается экспериментальными исследованиями реакций галогенкарбонильных соединений и электрохимических реакций восстановления органических соединений в далекой катодной области.
Е. А. Бердников принимает участие в подготовке научных кадров, экспертизе докторских и кандидатских диссертаций. Под его руководством защищены 5 кандидатских диссертаций, был консультантом 2 защищенных (1998—1999 гг.) докторских диссертаций. В разное время читал лекции по общим и специальным курсам «Общая органическая химия», «Электрохимия органических соединений».
В настоящее время читает спецкурс «Практическая ЯМР-спектроскопия» для студентов дневного отделения и аспирантов Химического института им. А. М. Бутлерова Казанского (Приволжского) федерального университета.
Является членом специализированного Совета по докторским диссертациям.

За добросовестный труд он неоднократно отмечен почетными грамотами ректора КГУ.

## Награды
В 1988 году награждён медалью «Ветеран Труда».
В 2012 году награждён Почетный званием Заслуженный научный работник Казанского университета.

## Семейное положение
Евгений Александрович женат на Танташевой Фариде Рахимовне, у них одна дочь.